# ألتريا
مجموعة ألتريا (أعيدت تسميتها من مجموعة شركات فيليب موريس يوم 27 يناير 2003) هي مؤسسة تجارية أميركية وواحدة من أكبر منتجي ومسوقي التبغ والسجائر والمنتجات ذات الصلة. تعمل في جميع أنحاء العالم ومقرها في مقاطعة هنريكو بولاية ڤيرجينيا الأميركية.
ألتريا هي الشركة الأم لكل من فيليب موريس للولايات المتحدة (Philip Morris USA) ومجموعة شركات جون مِدْلْتُن (John Middleton, Inc.) وشركة التبغ اللاتدخيني للولايات المتحدة (US Smokeless Tobacco Company, Inc.) وشاتو سانت ميشال للنبيذ (Chateau Ste. Michelle Wine Estates). شركة فيليب موريس الدولية تفرعت عنها سنة 2008. ألتريا تحتفظ بـ 28.7٪ من أسهم شركة سابميلر (SABMiller plc.) البريطانية. تحسب ضمن مؤشر إس و بي 500 وكانت تحسب ضمن مؤشر داو جونز الصناعي لغاية يوم 19 فبراير 2008. أشترت ألتريا شركة يو أس تي (UST Inc.) وهي منتجة للتبغ اللاتدخيني وتملك كذلك شركة منتجة للنبيذ اسمها شاتو سانت ميشال وهي حاليا شركة فرعية تابعة لمجموعة ألتريا. 

## علامات تجاري
| العلامات التجارية التابع للشركة تضمن كل من: - Alpine - Basic - بنسون وهيدجز - سيجار Black and Mild - Bond Street - Cambridge - Chesterfield - كوبنهاغن ‏ - English Ovals - Green Smoke - f6 - Husky - L&M - MarkTen - مارلبورو - Next - Papastratos - Parliament - Players - Red Seal ‏ - فيليب موريس إنترناشيونال - Skoal - Sampoerna (a brand of Indonesian kreteks) - فيرجينيا سليمز | - Chateau Ste. Michelle - Snoqualmie - Erath - Hawk Crest - Fourteen Hands - Champagne Nicolas Feuillatte ‏ - Villa Maria ‏ - Esk Valley ‏ - Seven Falls - O Wines - Domaine Ste Michelle - Stag's Leap |

## وصلات خارجية
- الموقع الرسمي